# Oros Taygetos - Lagkada Trypis
Oros Taygetos - Lagkada Trypis este o arie protejată (arie de protecție specială avifaunistică — SPA) din Grecia întinsă pe o suprafață de 48.817,14 ha, integral pe uscat.

## Localizare
Centrul sitului Oros Taygetos - Lagkada Trypis este situat la coordonatele 36°56′02″N 22°20′32″E / 36.933952°N 22.342165°E.

## Înființare
Situl Oros Taygetos - Lagkada Trypis a fost declarat arie de protecție specială avifaunistică în octombrie 2002 pentru a proteja 23 de specii de animale.

## Biodiversitate
Situată în ecoregiunea mediteraneană, aria protejată nu include niciun habitat protejat.
La baza desemnării sitului se află mai multe specii protejate de  păsări (23): fâsă-de-câmp (Anthus campestris), lăstunul mare (Apus apus), buha (Bubo bubo), șorecarul comun (Buteo buteo), caprimulg (Caprimulgus europaeus), șerpar (Circaetus gallicus), prepeliță (Coturnix coturnix), lăstun de casă (Delichon urbicum), ciocănitoare cu spate alb (Dendrocopos leucotos), Emberiza caesia, presură de grădină (Emberiza hortulana), șoim călător (Falco peregrinus), muscar-gulerat (Ficedula albicollis), rândunică (Hirundo rustica), sfrâncioc roșiatic (Lanius collurio), ciocârlie de pădure (Lullula arborea), prigoare (Merops apiaster), gaia roșie (Milvus milvus), grangur (Oriolus oriolus), viespar (Pernis apivorus), turturică (Streptopelia turtur), Sylvia ruppeli, Tachymarptis melba
Pe lângă speciile protejate, pe teritoriul sitului au mai fost identificate 1 specie de păsări.